# Rapport C/H
En chimie, pour un composé ou pour un ensemble de composé, le rapport C/H est le rapport du nombre d'atomes de carbone sur le nombre d'atomes d'hydrogène.
Ce rapport présente un intérêt dans la formule brute d'un composé.
Par ailleurs, dans le cas de combustions incomplètes, on observe parfois la formation de suies et hydrocarbures imbrûlés dont le rapport C/H augmente par rapport à celui du combustible d'origine. C'est un signe de combustion incomplète par « enrichissement en carbone ».